# Sulbac
Alfred Sulzbach dit Sulbac, né dans le 10e arrondissement de Paris le 23 mai 1860 et mort dans le 13e arrondissement de Paris le 28 novembre 1927, est un chansonnier français.

## Biographie
Fils de commerçants, Sulbac débute sur les scènes des cafés-concerts parisiens dès 1877. En 1878, il était aux Ambassadeurs, puis devient pensionnaire à la Scala et à l'Eldorado à Paris. Il interprète ses textes, comme L'Opinion de Bridou, Pas comm' ma sœur !, ou encore La Jeannette Kichibon, du parolier Louis Faure. Tous ces textes ont un fond scatologique, principal ressort de ses succès.

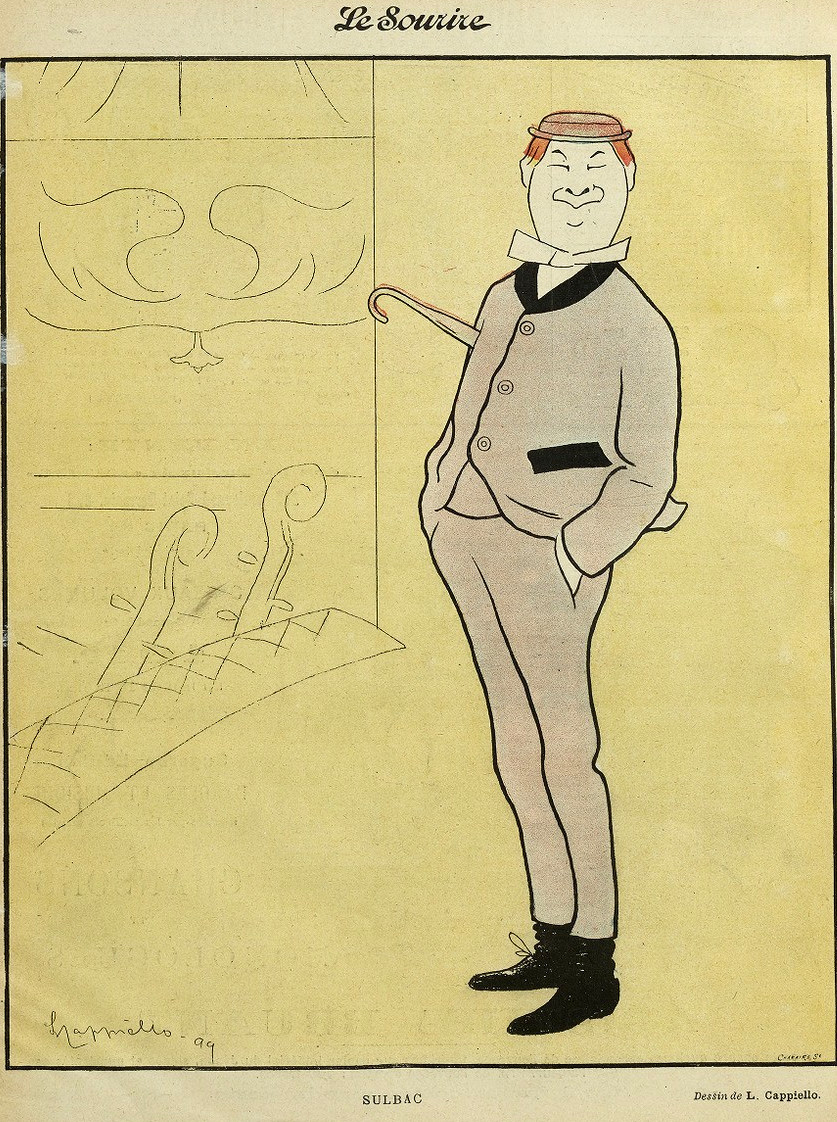
Dessin de Sulbac par Leonetto Cappiello en 1900. Source : Gallica

En juin 1898, il épouse Louise Berthier veuve de l'éditeur de musique Emile Benoit dont elle a repris la suite. Parmi les témoins du mariage, figurent l'auteur dramatique Louis Péricaud et l'artiste lyrique Théodore Bruet.
Sulbac quitte la scène en 1914 pour y revenir en 1920, mais le succès n'est plus au rendez-vous. En 1924, il joue à la Scala dans une pièce de Courteline, Le train de 8h47. C'est son dernier spectacle. Il quitte alors Paris pour sa résidence secondaire des bords de Marne, le Cottage Z'Alfred, où il séjournera jusqu'à la fin de sa vie en 1927. 
Sulbac meurt d'une crise d'urémie, à l'âge de 67 ans. Il est inhumé à Saint-Mandé.
Paulus a dit de lui dans ses Mémoires (Trente ans de café-concert) qu'il « est hilarant dans les larbins et les paysans que son air godiche ou futé rend à merveille. Il ajoute fort souvent au texte des auteurs qui ne s'en plaignent pas car ce gavroche roublard est coutumier en trouvailles heureuses. Bon comédien avec ça. Créateur de nombreux succès, de scies populaires dont les principales sont : Le marchand de robinets, Je suis gobé par la patronne, Le bureau de placement, Toto Carabo et cette La digue digue don, que tout le monde a chanté et que lui a fait Jules Jouy en collaboration avec Gerny, un autre bon chansonnier plein d'humour et d'imagination ».